# Échangeur d'Hautrage
L'échangeur d'Hautrage est un échangeur situé en Belgique entre l'A7 (E19) et l'A16 (E42). Il constitue un échangeur important sur l'axe routier (E42) entre Lille et Liège. Les trois directions vont, en partant de l'ouest, vers Valenciennes, Tournai et Mons.